# パットニー・ブリッジ駅
パットニー・ブリッジ駅（パットニー・ブリッジえき、英語: Putney Bridge station）はロンドン南西部のフラムにある駅である。ロンドン地下鉄ディストリクト線のウィンブルドン支線に属する高架駅。トラベルカードゾーンは2。
テムズ川に架かるパットニー橋の北詰からすぐの場所にあり、これが駅名の由来となっている。駅はテムズ川南側のパットニー地域には位置しておらず、北側のフラムにある。

## 歴史
1880年3月1日にメトロポリタン・ディストリクト鉄道（MDR、現在のディストリクト線）がウェスト・ブロンプトン駅から南に延伸した際に、この駅は「パットニー・ブリッジ&フラム駅」として開業した。
1889年7月3日には、テムズ川にフラム鉄道橋が架橋され、川を越えた南側にロンドン・アンド・サウス・ウェスタン鉄道(L&SWR's)が新たに開業させたイースト・パットニー駅までMDRが延伸し、同駅ではL&SWRのクラパムジャンクション駅～イースト・パットニー駅～ウィンブルドン駅間の新線と接続する。MDRの列車がウィンブルドン駅まで乗り入れる運行が始まり、以後パットニー･ブリッジ駅は途中駅となる。
1902年1月1日、この駅はハーリンガム・パーク(Hurlingham Park)とハーリンガム・クラブ(Hurlingham Club)に近いことから、「パットニー・ブリッジ&ハーリンガム駅」に改称した。
現在の名称に再改称したのは1932年のことである。

### 近年
当駅はC型電車だけ収容できる頭端式ホーム（2番線）が現在の東方面と西方面プラットホームの間にあった。2014年、C型電車の運行終了に伴い頭端式ホームの使用を停止し、2015年10月に軌道を撤去した。

## 周辺
フラム・ハイ・ストリート(Fulham High Street)とニュー・キングス・ロード（New Kings Road、国道A308号線)に近い。

### 名所
ハーリンガム・パークとハールンガム・クラブ、フラム宮殿、ロンドン主教が近い。ビショップス・パークには現在も小さな博物館が併設されている。
また、フラムFCのクレイヴン・コテージ（スタジアム）が北西に1kmのところにあり、試合開催日には駅が大変に混雑する。

## バス路線
ロンドンバスの14、22、39、74、85、93、220、265、270、414、424、430系統と、深夜バスのN22、N74系統が当駅とその周辺から発着する。

## 隣の駅
ロンドン交通局
ロンドン地下鉄
■ディストリクト線
ウィンブルドン線
イースト・パットニー駅 - パットニー・ブリッジ駅 - パーソンズ・グリーン駅

## ギャラリー

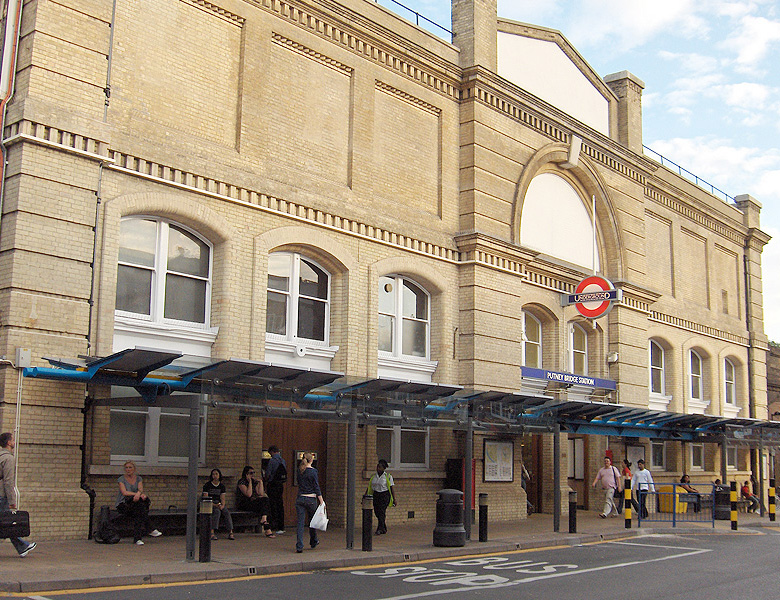
駅の外側正面。
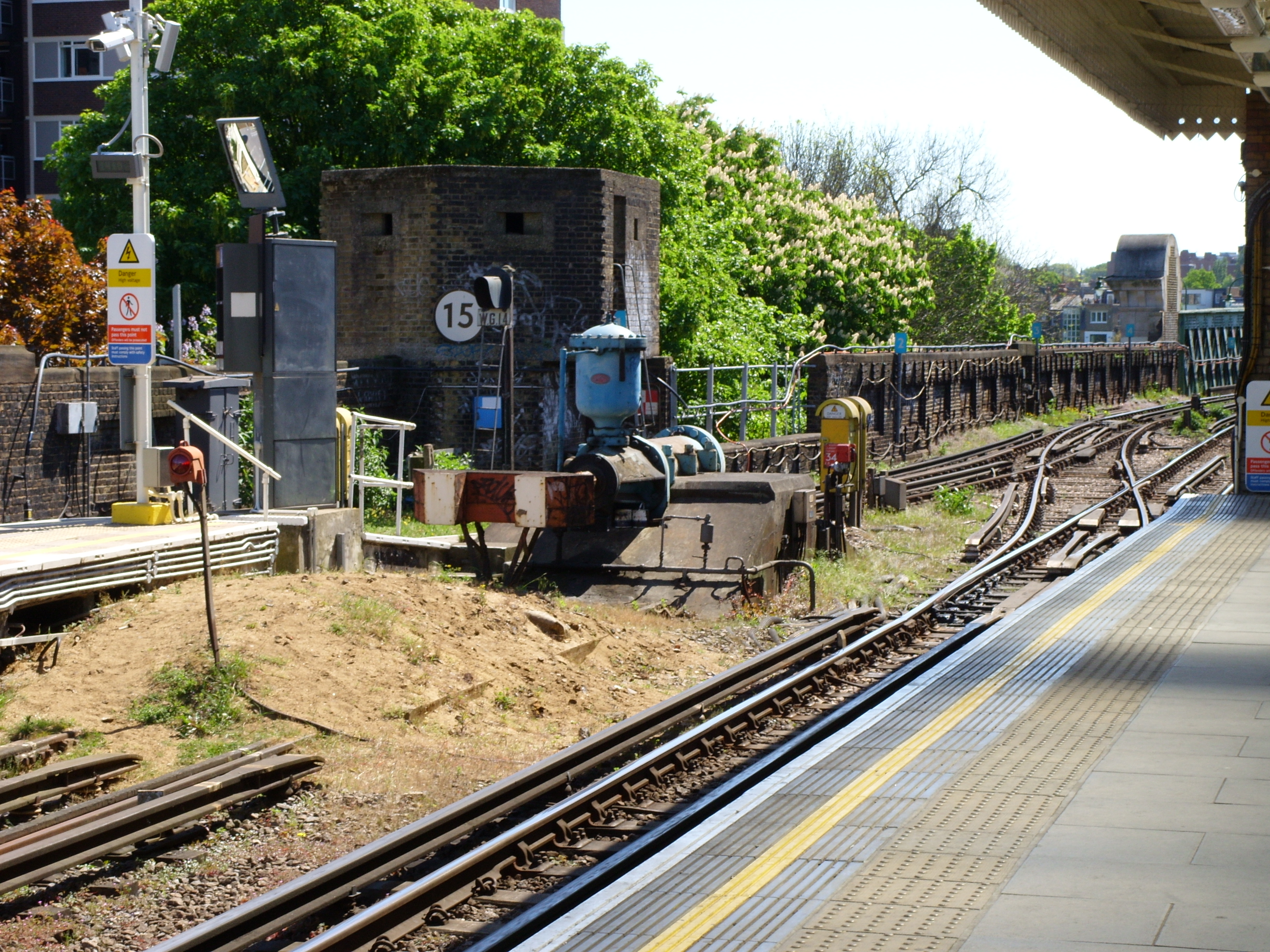
ホーム南端。線路の脇に、第2次世界大戦の折に橋を防御するために建てられた警備詰所が見える。
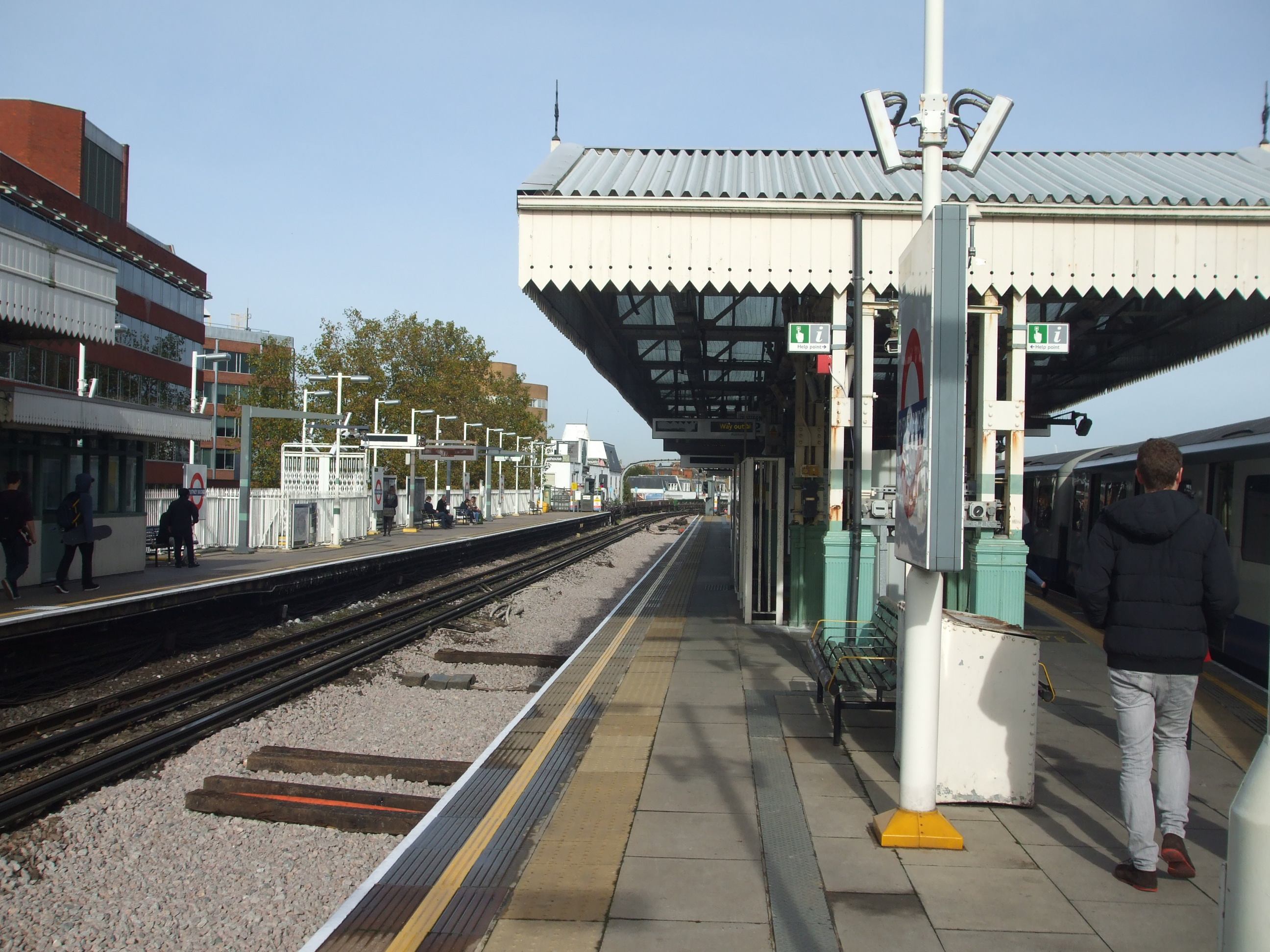
ホームから北方面を見る